# Empis ussuriensis
Empis ussuriensis är en tvåvingeart som beskrevs av Collin 1941. Empis ussuriensis ingår i släktet Empis och familjen dansflugor. Inga underarter finns listade i Catalogue of Life.